# Olympische Winterspiele 2002/Shorttrack – 1500 m (Männer)
Der Wettkampf über 1500 m Shorttrack der Männer bei den Olympischen Winterspielen 2002 wurde am 20. Februar im Salt Lake Ice Center ausgetragen. Olympiasieger wurde der US-Amerikaner Apolo Anton Ohno vor Li Jiajun aus China und dem Kanadier Marc Gagnon. Die Distanz gehörte erstmals zum olympischen Programm.
Das Rennen löste eine anhaltende Kontroverse aus: Der Südkoreaner Kim Dong-sung, der die Ziellinie als Erster überquert hatte, wurde nach dem Wettkampf disqualifiziert, weil er nach Ansicht des Schiedsrichters Apolo Anton Ohno bei einem Überholmanöver behindert hatte. Insbesondere die südkoreanischen Medien bestritten ein Fehlverhalten Kims und warfen Ohno unsportliches Verhalten und Schauspielerei vor. Der Vorfall stärkte zwischenzeitlich antiamerikanische Strömungen in Südkorea und führte zu einer mehrere Jahre anhaltenden ablehnenden Haltung der koreanischen Öffentlichkeit gegenüber Apolo Anton Ohno.

## Hintergrund
Das 1500-Meter-Rennen fand am 20. Februar, dem dritten Wettkampftag der olympischen Shorttrack-Wettbewerbe von Salt Lake City, statt – vier Tage nach dem Rennen über 1000 Meter, das vollkommen überraschend der Australier Steven Bradbury gewonnen hatte: Sämtliche seiner Finalgegner (Apolo Anton Ohno, Li Jiajun, Ahn Hyun-soo und Mathieu Turcotte) waren in der letzten Kurve des Wettkampfs gestürzt, sodass der dem Feld hinterherlaufende Bradbury als Erster die Ziellinie überquert hatte. Der südkoreanische Mitfavorit Kim Dong-sung war im Halbfinale ausgeschieden, nach Ansicht koreanischer Medien wegen einer (nicht geahndeten) Behinderung durch den Chinesen Li. Der ohnehin im wohlwollenden Fokus der amerikanischen Medien stehende Ohno gewann in den Vereinigten Staaten nach dem 1000-Meter-Rennen (bei dem er als Zweiter ins Ziel gekommen war) weiter an Ansehen, weil er sich öffentlich nicht bitter über den verpassten möglichen Olympiasieg äußerte. Die südkoreanischen Medien gaben Ohno im Gegensatz zu der amerikanischen Presse Mitschuld an dem Massensturz und charakterisierten ihn als Unruhestifter. Ohno hatte sich bei dem Sturz verletzt und musste mit sechs Stichen genäht werden, war aber für den 1500-Meter-Wettkampf wieder startbereit.
Die für das 1500-Meter-Rennen (in amerikanischen Medien) gehandelten Favoriten unterschieden sich kaum von denen für die anderen beiden, kürzeren Distanzen: Associated Press tippte vor Beginn der Spiele auf einen Sieg Kim Dong-sungs vor dem Kanadier Marc Gagnon und Apolo Ohno, die Washington Post und Sports Illustrated sahen die gleichen drei Athleten in anderer Reihenfolge vorne. Ebenfalls genannt wurden unter anderem Lee Seung-jae aus Südkorea und Li Jiajun, die in der 1500-Meter-Gesamtwertung der Weltcupsaison hinter Kim die Ränge zwei und drei belegt hatten. Lee wurde über 1500 Meter (wie bereits über 1000 Meter) nicht eingesetzt: Den zweiten koreanischen Startplatz neben Kim Dong-sung erhielt der 16-jährige Juniorenweltmeister Ahn Hyun-soo.

## Wettbewerb

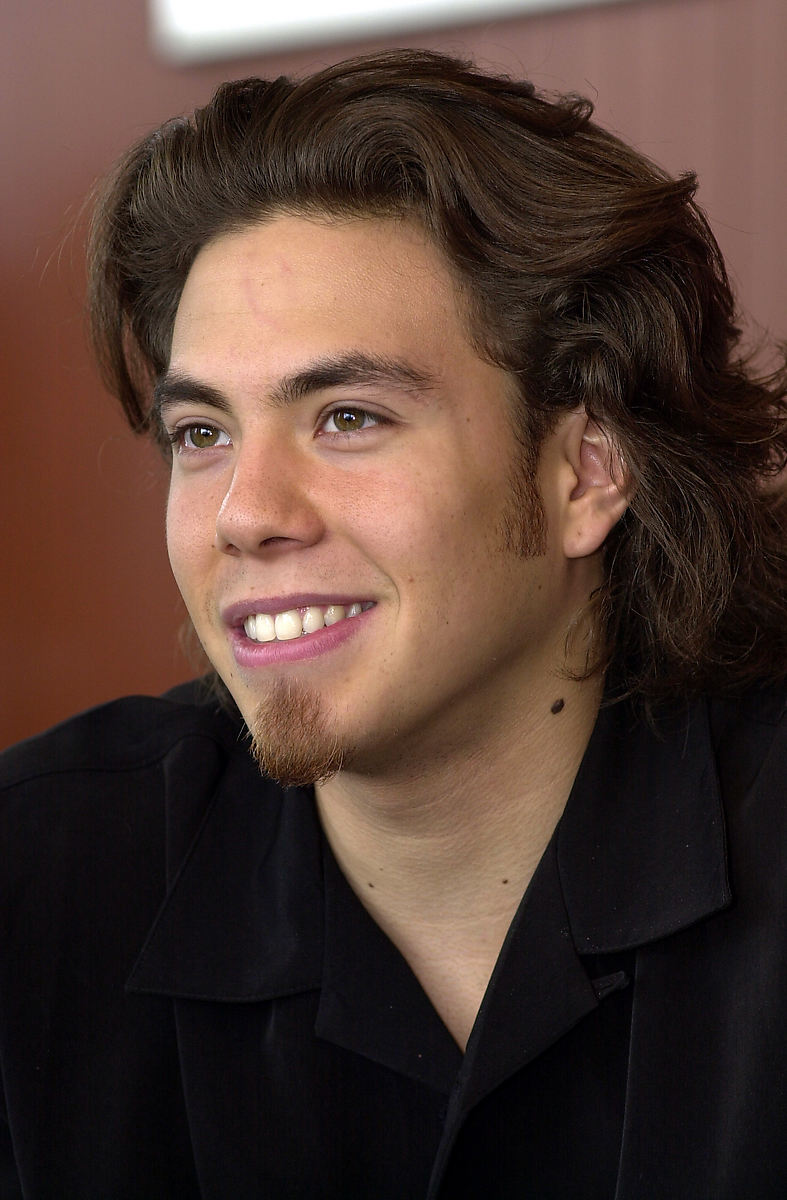
Goldmedaillengewinner Apolo Anton Ohno (Aufnahme vom März 2002)

Alle zum 1500-Meter-Wettkampf zählenden Rennen vom Vorlauf bis zum A-Finale wurden am Mittwoch, den 20. Februar 2002, ab 18 Uhr Ortszeit gelaufen. Die 31 Athleten verteilten sich zunächst auf sechs Vorläufe mit fünf bis sechs Teilnehmern, von denen sich die drei ersten für die drei Halbfinalläufe qualifizierten. Die beiden Sieger jedes Halbfinals rückten in das A-Finale auf, dessen Ergebnis maßgeblich für die Medaillenvergabe war. Die Dritten und Vierten eines Halbfinallaufs bestritten ein zusätzliches B-Finale um die weiteren Plätze. Die Halbfinalrennen begannen um 19:32 Uhr, die Finalläufe um 20:16 Uhr Ortszeit.
Den während der Olympischen Winterspiele 2002 gültigen Weltrekord hielt Apolo Anton Ohno mit einer Zeit von 2:13,728 Minuten (aufgestellt am 15. Dezember 2001). Weil die Distanz zum ersten Mal olympisch war, gab es vor dem Wettbewerb keinen olympischen Rekord. Die erste olympische Bestzeit stellte der Chinese Guo Wei als Vorlaufschnellster in 2:18,846 Minuten auf, ehe Kim Dong-sung diese Marke im Halbfinale um knapp drei Sekunden unterbot.

### Verlauf
Mit Ausnahme des Koreaners Ahn Hyun-soo qualifizierten sich alle favorisierten Athleten für das Finale. Ahn wurde im dritten Halbfinallauf nach einer Kollision mit dem Franzosen Gregory Durand disqualifiziert. Während Kim Dong-sung sowohl seinen Vorlauf als auch das Halbfinale gewann, hielt sich Apolo Ohno in seinen ersten Läufen zurück und wurde jeweils hinter dem amtierenden Europameister Fabio Carta aus Italien Zweiter. Der einzige deutsche Vertreter André Hartwig schied im Halbfinale aus und platzierte sich auf dem 15. Rang des Klassements. Im gleichen Lauf wie Hartwig verpasste auch der 1000-Meter-Olympiasieger Steven Bradbury die Qualifikation für das A-Finale. Bradbury belegte den fünften Platz im von Rusty Smith gewonnenen B-Finale und stand damit an zehnter Stelle des Gesamtergebnisses.
Im Finale übernahm Kim Dong-sung zur Hälfte des Rennens die Führung, während sich Apolo Ohno bis zur vorletzten Runde am Ende des Feldes aufhielt. Dann setzte sich der US-Amerikaner in einer plötzlichen Überholaktion an die zweite Stelle. In der letzten Runde versuchte Ohno auch Kim innen zu überholen, hob dann aber seine Arme und brach das Manöver ab – mutmaßlich um eine Kollision mit dem Koreaner zu vermeiden, der sich ebenfalls nach innen bewegt hatte. Kim fuhr vor Ohno als Erster über die Ziellinie, nahm eine südkoreanische Flagge an sich und begann eine Siegesrunde. Kurz darauf verkündete der australische Chefschiedsrichter James Hewish die Disqualifikation Kims wegen cross-tracking: Er habe Ohnos Laufweg gekreuzt und ihn dadurch behindert. Unter dem Jubel des überwiegend US-amerikanischen Publikums feierte Ohno den ihm zugesprochenen Olympiasieg, während Kim die koreanische Flagge auf das Eis warf. Hinter Ohno gewannen Li Jiajun und Marc Gagnon die Silber- und die Bronzemedaille.

### Ergebnisse
Q – Qualifikation für die nächste Runde
ADV – Advanced
DSQ – Disqualifikation

#### Vorläufe
| Lauf | Rang | Athlet               | NOK                | Zeit (min) | Anmerkungen |
| ---- | ---- | -------------------- | ------------------ | ---------- | ----------- |
| 1    | 1    | Ahn Hyun-soo         | Südkorea           | 2:23,287   | Q           |
| 1    | 2    | Bruno Loscos         | Frankreich         | 2:23,517   | Q           |
| 1    | 3    | Satoru Terao         | Japan              | 2:23,680   | Q           |
| 1    | 4    | Pieter Gysel         | Belgien            | 2:24,161   |             |
| 1    | 5    | Wladymyr Hryhorjew   | Ukraine            | 2:25,316   |             |
| 2    | 1    | Fabio Carta          | Italien            | 2:26,644   | Q           |
| 2    | 2    | Apolo Anton Ohno     | Vereinigte Staaten | 2:26,809   | Q           |
| 2    | 3    | Nicky Gooch          | Großbritannien     | 2:27,084   | Q           |
| 2    | 4    | Kornél Szántó        | Ungarn             | 2:27,467   |             |
| 2    | 5    | Mark McNee           | Australien         | 2:27,840   |             |
| 3    | 1    | Rusty Smith          | Vereinigte Staaten | 2:25,179   | Q           |
| 3    | 2    | Li Jiajun            | China              | 2:25,347   | Q           |
| 3    | 3    | Martin Johansson     | Schweden           | 2:25,824   | Q           |
| 3    | 4    | Leon Flack           | Großbritannien     | 2:25,832   |             |
| 3    | 5    | Kiril Pandow         | Bulgarien          | 2:27,730   |             |
| 4    | 1    | Kim Dong-sung        | Südkorea           | 2:22,133   | Q           |
| 4    | 2    | André Hartwig        | Deutschland        | 2:22,541   | Q           |
| 4    | 3    | Steven Bradbury      | Australien         | 2:22,632   | Q           |
| 4    | 4    | Mark Jackson         | Neuseeland         | 2:22,906   |             |
| 4    | 5    | Krystian Zdrojkowski | Polen              | 2:23,015   |             |
| 5    | 1    | Guo Wei              | China              | 2:18,846   | Q, OR       |
| 5    | 2    | Nicola Rodigari      | Italien            | 2:19,067   | Q           |
| 5    | 3    | Miroslaw Bojadschiew | Bulgarien          | 2:22,082   | Q           |
| 5    | 4    | Balázs Knoch         | Ungarn             | 2:40,617   |             |
| 5    | 5    | Naoya Tamura         | Japan              | 3:06,585   |             |
| 5    |      | Jonathan Guilmette   | Kanada             |            | DSQ         |
| 6    | 1    | Marc Gagnon          | Kanada             | 2:20,126   | Q           |
| 6    | 2    | Cees Juffermans      | Niederlande        | 2:20,397   | Q           |
| 6    | 3    | Gregory Durand       | Frankreich         | 2:20,496   | Q           |
| 6    | 4    | Matúš Užák           | Slowakei           | 2:22,557   |             |
| 6    |      | Simon Van Vossel     | Belgien            |            | DSQ         |

#### Halbfinale
QA – Qualifikation für das A-Finale
QB – Qualifikation für das B-Finale
| Lauf | Rang | Athlet               | NOK                | Zeit (min) | Anmerkungen |
| ---- | ---- | -------------------- | ------------------ | ---------- | ----------- |
| 1    | 1    | Kim Dong-sung        | Südkorea           | 2:15,942   | QA, OR      |
| 1    | 2    | Bruno Loscos         | Frankreich         | 2:15,981   | QA          |
| 1    | 3    | Rusty Smith          | Vereinigte Staaten | 2:16,906   | QB          |
| 1    | 4    | Miroslaw Bojadschiew | Bulgarien          | 2:23,468   | QB          |
| 1    | 5    | Nicola Rodigari      | Italien            | 2:53,907   |             |
| 1    |      | Satoru Terao         | Japan              |            | DSQ         |
| 2    | 1    | Fabio Carta          | Italien            | 2:25,072   | QA          |
| 2    | 2    | Apolo Anton Ohno     | Vereinigte Staaten | 2:25,152   | QA          |
| 2    | 3    | Guo Wei              | China              | 2:25,321   | QB          |
| 2    | 4    | Steven Bradbury      | Australien         | 2:25,457   | QB          |
| 2    | 5    | Nicky Gooch          | Großbritannien     | 2:25,903   |             |
| 2    | 6    | André Hartwig        | Deutschland        | 2:25,936   |             |
| 3    | 1    | Li Jiajun            | Südkorea           | 2:19,877   | QA          |
| 3    | 2    | Marc Gagnon          | Kanada             | 2:20,050   | QA          |
| 3    | 3    | Cees Juffermans      | Niederlande        | 2:21,726   | QB          |
| 3    | 4    | Martin Johansson     | Schweden           | 2:24,032   | QB          |
| 3    | 5    | Gregory Durand       | Frankreich         | 2:49,994   |             |
| 3    |      | Ahn Hyun-soo         | Südkorea           |            | DSQ         |

#### B-Finale
| Rang | Athlet               | NOK                | Zeit (min) | Anmerkungen |
| ---- | -------------------- | ------------------ | ---------- | ----------- |
| 1    | Rusty Smith          | Vereinigte Staaten | 2:27,155   |             |
| 2    | Guo Wei              | China              | 2:27,376   |             |
| 3    | Cees Juffermans      | Niederlande        | 2:27,611   |             |
| 4    | Martin Johansson     | Schweden           | 2:28,559   |             |
| 5    | Steven Bradbury      | Australien         | 2:28,604   |             |
| 6    | Miroslaw Bojadschiew | Bulgarien          | 2:29,307   |             |

#### A-Finale
| Rang | Athlet           | NOK                | Zeit (min) | Anmerkungen |
| ---- | ---------------- | ------------------ | ---------- | ----------- |
| 1    | Apolo Anton Ohno | Vereinigte Staaten | 2:18,541   |             |
| 2    | Li Jiajun        | China              | 2:18,731   |             |
| 3    | Marc Gagnon      | Kanada             | 2:18,806   |             |
| 4    | Fabio Carta      | Italien            | 2:18,947   |             |
| 5    | Bruno Loscos     | Frankreich         | 2:19,587   |             |
| 6    | Kim Dong-sung    | Südkorea           |            | DSQ         |

#### Endklassement
Die ersten Ränge im Endklassement wurden von den A- und B-Finalisten belegt, in der Reihenfolge, in der sie das Ziel ihres jeweiligen Finallaufs erreicht hatten. Der im A-Finale disqualifizierte Kim Dong-sung wurde an die zwölfte und letzte Stelle unter allen Finalisten gesetzt. Dahinter platzierten sich die weiteren Athleten gemäß der Platzpunkte (Seeding Points), die sie im Halbfinale und in den Vorläufen erreicht hatten: Ein erster Platz war dabei 34 Punkte wert, ein zweiter 21 Punkte, ein dritter 13 Punkte, ein vierter 8 Punkte, ein fünfter 5 Punkte und ein sechster 3 Punkte. Zwischen punktgleichen Sportlern entschied die schnellere im gesamten Wettkampf gelaufene Zeit.
| Rang | Athlet               | NOK                | Pkt.       | Beste Zeit (min) |
| ---- | -------------------- | ------------------ | ---------- | ---------------- |
| 1    | Apolo Anton Ohno     | Vereinigte Staaten | A(1)       | 2:18,541         |
| 2    | Li Jiajun            | China              | A(2)       | 2:18,731         |
| 3    | Marc Gagnon          | Kanada             | A(3)       | 2:18,806         |
| 4    | Fabio Carta          | Italien            | A(4)       | 2:18,947         |
| 5    | Bruno Loscos         | Frankreich         | A(5)       | 2:15,981         |
| 6    | Rusty Smith          | Vereinigte Staaten | B(1)       | 2:16,906         |
| 7    | Guo Wei              | China              | B(2)       | 2:18,846         |
| 8    | Cees Juffermans      | Niederlande        | B(3)       | 2:20,397         |
| 9    | Martin Johansson     | Schweden           | B(4)       | 2:24,032         |
| 10   | Steven Bradbury      | Australien         | B(5)       | 2:22,632         |
| 11   | Miroslaw Bojadschiew | Bulgarien          | B(6)       | 2:22,082         |
| 12   | Kim Dong-sung        | Südkorea           | 68, A(DSQ) | 2:15,942         |
| 13   | Ahn Hyun-soo         | Südkorea           | 34         | 2:23,287         |
| 14   | Nicola Rodigari      | Italien            | 26         | 2:19,067         |
| 15   | André Hartwig        | Deutschland        | 24         | 2:22,541         |
| 16   | Gregory Durand       | Frankreich         | 18         | 2:20,496         |
| 17   | Nicky Gooch          | Großbritannien     | 18         | 2:25,903         |
| 18   | Satoru Terao         | Japan              | 13         | 2:23,680         |
| 19   | Matúš Užák           | Slowakei           | 8          | 2:22,557         |
| 20   | Mark Jackson         | Neuseeland         | 8          | 2:22,906         |
| 21   | Pieter Gysel         | Belgien            | 8          | 2:24,161         |
| 22   | Leon Flack           | Großbritannien     | 8          | 2:25,832         |
| 23   | Kornél Szántó        | Ungarn             | 8          | 2:27,467         |
| 24   | Balázs Knoch         | Ungarn             | 8          | 2:40,617         |
| 25   | Krystian Zdrojkowski | Polen              | 5          | 2:23,015         |
| 26   | Wladymyr Hryhorjew   | Ukraine            | 5          | 2:25,316         |
| 27   | Kiril Pandow         | Bulgarien          | 5          | 2:27,730         |
| 28   | Mark McNee           | Australien         | 5          | 2:27,840         |
| 29   | Naoya Tamura         | Japan              | 5          | 3:06,585         |
| DNC  | Jonathan Guilmette   | Kanada             | 0          | DSQ              |
| DNC  | Simon Van Vossel     | Belgien            | 0          | DSQ              |

### Einschätzungen und Proteste
Die Disqualifikation Kim Dong-sungs führte in Südkorea – wo Shorttrackerfolgen eine hohe Bedeutung von nationaler Tragweite zukam – zu breitem Widerspruch in der Presse und der Öffentlichkeit. Koreanische Zeitungen wie die Hankyoreh oder die Chosun Ilbo warfen Apolo Anton Ohno unsportliches Verhalten vor: Er sei nicht schnell genug gewesen, um Kim zu überholen, deswegen habe er geschauspielert und die Arme gehoben, um die Aufmerksamkeit des Schiedsrichters und des Publikums zu erhalten. Bezugnehmend auf ein Zitat des koreanischen Nationaltrainers Jun Myung-kyu bezeichneten Zeitungen Ohnos Verhalten als „Hollywood action“. Mehrere Sportler und Medien anderer Nationen stimmten zu, dass die Entscheidung gegen Kim überzogen und ungerecht gewesen sei: Der viertplatzierte Fabio Carta nannte die Disqualifikation „absurd“, auch die Times of London und japanische sowie italienische Zeitungen kritisierten Ohno beziehungsweise den Schiedsrichter James Hewish. Der australische 1000-Meter-Olympiasieger Steven Bradbury sagte, er habe schon deutlich offensichtlicheres cross-tracking gesehen, sei aber froh, nicht in der Rolle des Schiedsrichters zu sein. Andere Shorttracker um Marc Gagnon und Cees Juffermans stützten die von Hewish getroffene Entscheidung, Kim zu disqualifizieren. Ohno selbst unterstrich bei Fernsehauftritten mehrmals, dass ihn Kim blockiert habe und zurecht vom Wettkampf ausgeschlossen worden sei. Während die amerikanischen Medien insgesamt unkritisch über Ohnos Sieg berichteten, äußerten einige US-Kommentatoren auch Unverständnis über Kims Disqualifikation.
Das Koreanische Olympische Komitee legte nach dem Wettkampf Beschwerde gegen die Wertung beim Internationalen Olympischen Komitee (IOK) ebenso ein wie bei der Internationalen Eislaufunion (ISU). Nachdem James Hewish seine Entscheidung, Kim zu disqualifizieren, bestätigt hatte, wurde die Beschwerde seitens der ISU abgelehnt. Eine Klage vor dem Internationalen Sportgerichtshof (CAS) wurde zurückgewiesen mit der Begründung, dass der CAS keine Tatsachenentscheidungen („field of play“ decisions) überprüfen könne. Das Koreanische Olympische Komitee drohte mit dem Boykott der olympischen Abschlussfeier, nahm aber letztlich doch daran teil.

## Nachwirkungen

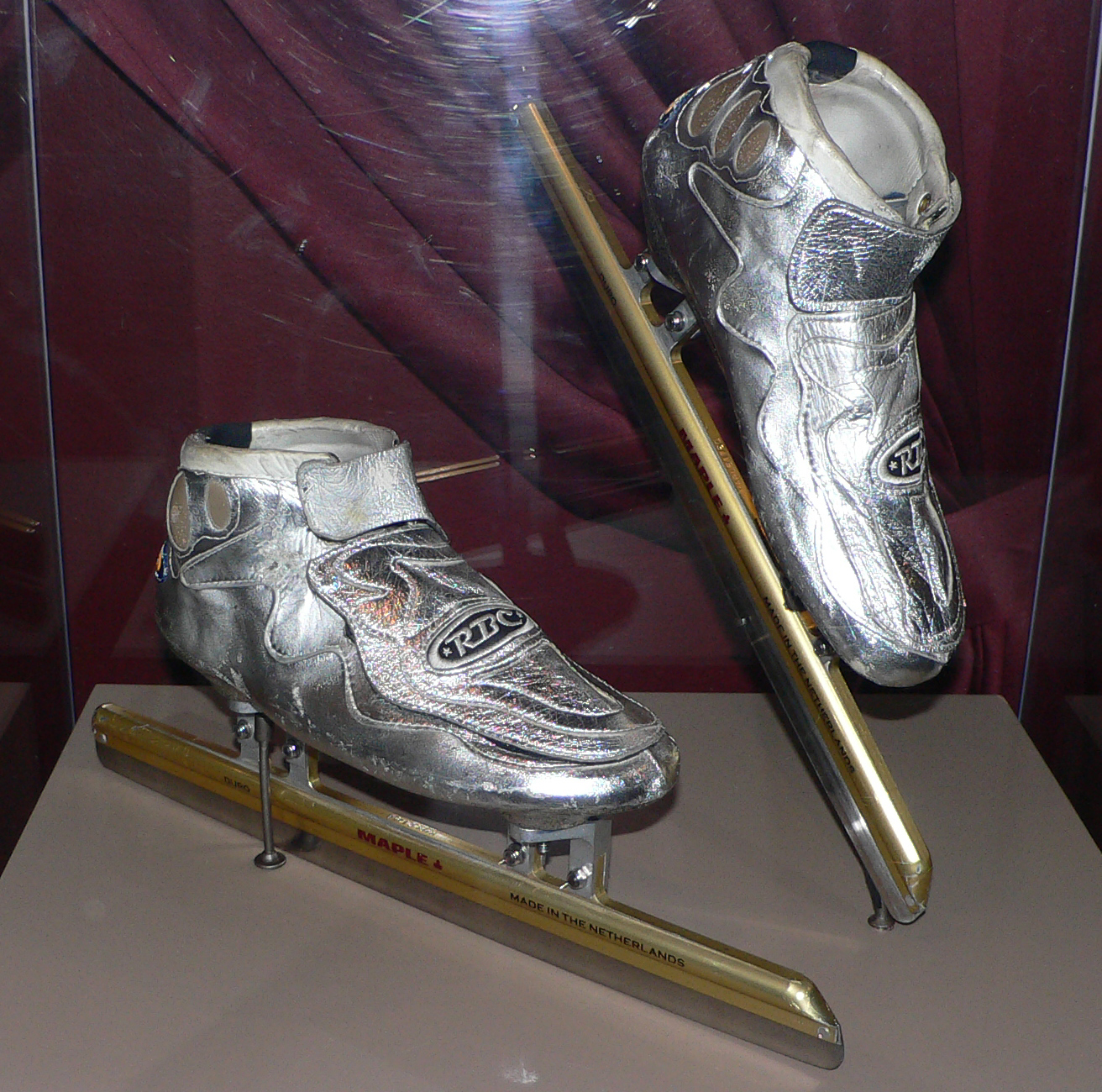
Die Schlittschuhe Apolo Anton Ohnos wurden nach den Winterspielen 2002 im National Museum of American History ausgestellt.

Die südkoreanische Ablehnung von Ohnos Verhalten während der Olympischen Winterspiele 2002 und insbesondere während des 1500-Meter-Rennens fügte sich ein in ein generell angespanntes Verhältnis zwischen Südkorea und den Vereinigten Staaten, das Anfang der 2000er-Jahre vor allem durch die Außenpolitik der Regierung George W. Bushs belastet wurde – etwa durch die Zurechnung Nordkoreas zur Achse des Bösen, von der befürchtet wurde, sie könne einen neuen Koreakrieg provozieren. Der als solcher bezeichnete „Ohno-Zwischenfall“ trug dazu bei, dass zwischenzeitlich nur noch 34 % der Südkoreaner angaben, positiv gegenüber den USA eingestellt zu sein. (Wenige Monate später stieg dieser Anteil wieder auf 53 %.) Weiter befeuert wurde die Ablehnung des als selbstgerecht empfundenen amerikanischen Auftretens durch einen Kommentar des US-Komikers Jay Leno, der am 20. Februar in der Tonight Show das Shorttrack-Rennen mit dem Witz kommentierte, Kim Dong-sung sei nach dem Wettkampf frustriert nach Hause gegangen, habe seinen Hund getreten und dann gegessen. Der Titel Fuckin’ U.S.A. – eine Parodie auf den Beach-Boys-Song Surfin’ U.S.A. – ging in Südkorea viral und griff neben der US-Außenpolitik auch den Vorwurf der „gestohlenen Goldmedaille“ im Shorttrack auf. Bei der Fußball-Weltmeisterschaft 2002 spielte Südkorea am 10. Juni vor heimischem Publikum in Daegu gegen die Vereinigten Staaten. Den Ausgleichstreffer zum 1:1-Endstand bejubelten der Torschütze Ahn Jung-hwan und sein Teamkollege Lee Chun-soo, indem sie die Szene vom Shorttrack-Finale spielerisch andeuteten.
Nach dem Wettkampf erhielt das United States Olympic Committee (USOC) mehr als 16.000 E-Mails aus Südkorea und schaltete seine Website zwischenzeitlich wegen der hohen Serverbelastung ab. Unter den E-Mails befanden sich mindestens 40 Morddrohungen gegen Ohno, der für den Rest der Olympischen Winterspiele in Salt Lake City unter Polizeischutz stand. Der Koreanist John Slack bezeichnete die konzertierten Aktionen gegen die USOC-Website und in ähnlicher Form gegen die Website des Internationalen Olympischen Komitees als frühe Formen von Cyberattacken. Slack zufolge setzten die Angriffe einen Präzedenzfall für spätere über das Internet koordinierte antiamerikanische Proteste.
Während Kim Dong-sung seine Laufbahn nach der Saison 2001/02 beendete, blieb Apolo Anton Ohno über die 2000er-Jahre einer der populärsten Wintersportler in den Vereinigten Staaten und gewann bis 2010 insgesamt acht olympische Medaillen. In Südkorea erhielt Ohno dagegen auch weit über den Zwischenfall hinaus negative Presse und Anfeindungen bis hin zu weiteren Drohungen. 2003 sagten die US-Shorttracker aus Sicherheitsbedenken die Teilnahme an einem Weltcuprennen in Südkorea ab, erst 2005 trat Ohno wieder (unter strengen Schutzvorkehrungen) in Seoul an. Als Ohno nach seinem Karriereende in der Funktion als Kommentator für NBC bei den Winterspielen 2014 auch positiv über die südkoreanischen Shorttracker berichtete, wandelte sich das allgemeine Bild in der südkoreanischen Öffentlichkeit. Kim Dong-sung schrieb in einem Beitrag für die Hankyoreh, dass er Ohno verziehen habe, was sich auch in Medienberichten widerspiegelte. Ohno selbst unterstrich in seiner 2011 veröffentlichten Autobiographie die Aussagen, die er bei seinem Auftritt in Seoul 2005 getroffen hatte: Er habe nie einen Groll gegenüber Südkorea gehegt, für ihn sei das Land „die beste Nation in der Welt für Shorttrack“. In seinen Augen ging es bei der Angelegenheit nicht in erster Linie um ihn, sondern um die „Gelegenheit für gewisse Leute“, antiamerikanische Stimmung zu schüren. John Slack schrieb in seiner Bewertung des Zwischenfalls, dass sowohl die Medien aus den Vereinigten Staaten als auch die aus Südkorea dazu beigetragen hätten, den Vorfall groß werden zu lassen: die amerikanischen Medien in erster Linie durch Ignoranz und Unempfänglichkeit für die Bedeutung, die der Sportart in Südkorea zukam, die koreanischen Medien durch Übertreibung und Einseitigkeit in der Darstellung.